# Acanthosaura nataliae
Espèce
Acanthosaura nataliae ou Acanthosaure à cornes est une espèce de sauriens de la famille des Agamidae.

## Répartition
Cette espèce ne se rencontre que dans les forêts tropicales humides de la chaîne annamitique au Laos et au Viêt Nam.

## Description
Ce saurien à une rangée d'épines qui descendent sur son dos. La femelle est verte ; et le mâle a une couleur qui varie du jaune au rouge-orange et brun.
L'Acanthosaure à cornes est souvent sur les troncs d'arbres. Il se nourrit d'insectes, de fleurs et de fruits.

## Étymologie
Cette espèce est nommée en l'honneur de Natalia Borisovna Ananjeva.

## Publication originale
- Orlov, Truong & Sang, 2006 : A new Acanthosaura allied to A. capra Günther, 1861 (Agamidae, Sauria) from central Vietnam and southern Laos. Russian Journal of Herpetology, vol. 13, no 1, p. 61-76.